# Chōsokabe Nobuchika
Chōsokabe Nobuchika (長宗我部 信親, 1565-20 janvier 1587) est le fils aîné du seigneur samouraï Chōsokabe Motochika, à la fin de l'époque Sengoku de l'histoire du Japon. Après l’assujettissement de Shikoku par Toyotomi Hideyoshi, Nobuchika et son père suivent les Toyotomi dans Kyūshū. Nobuchika est pris dans une embuscade et meurt durant la campagne contre les Shimazu.

## Famille
- Arrière-grand-père : Chōsokabe Kanetsugu (décédé en 1508)
- Grand-père : Chōsokabe Kunichika (1504-1560)
- Père : Chōsokabe Motochika (1539-1599)
- Frère : Chōsokabe Morichika (1575-1615)